# CyberWISER Light
CyberWISER Light je brezplačna spletna storitev za upravljanje s tveganji v kibernetskem prostoru, sestavljena iz dveh delov; vprašalnika za analizo izpostavljenosti infrastrukture glede na profil podjetja, ter testa ranljivosti spletnega strežnika ali aplikacije. Zaznavanje tveganj vključuje 10 identificiranih po kategorizaciji OWASP.
CyberWISER Light (različica 1.0) je bil razvit v okviru projekta WISER, ki ga podpira Evropska Unija v sklopu programa Obzorje 2020.Vprašalnik in poročilo sta anonimne narave, izključno v lasti uporabnika, vnešeni podatki pa so po opravljenem testu izbrisani. Pred izvedbo testa je potrebno vnesti žeton za preverbo pristnosti. 
Za krepitev nacionalnih kibernetske varnosti skozi mednarodno sodelovanje se projekt povezuje z nacionalnimi centri za obravnavo varnostnih incidentov na spletu, CERT (Computer Emergency Response Team), med drugimi SI-CERT (del Akademske in raziskovalne mreže Slovenije ARNES), projekti in organizacijami, (ENISA, eCrime, podpora direktivi NIS). V projektu sodelujejo: Atos, AON, SINTEF, Rexel, Trust-IT Services Ltd in XLAB.

## Povezave
1. ↑  »OWASP Top Ten«. Arhivirano iz prvotnega spletišča dne 1. decembra 2019. Pridobljeno 26. avgusta 2016.
2. ↑  Wide Impact cyber SEcurity Risk framework
3. ↑  »How WISER is paving the ground for cyber security challenges in the Digital Single Market« (PDF). Arhivirano iz prvotnega spletišča (PDF) dne 13. septembra 2016. Pridobljeno 26. avgusta 2016.
4. ↑  »eCrime«. Arhivirano iz prvotnega spletišča dne 21. aprila 2016. Pridobljeno 26. avgusta 2016.
5. ↑  WISER Essential Guide NIS Directive
6. ↑  EU enotno k zaščiti interneta
7. ↑  AON joins the EU H2020 initiative to tackle cyber risk
8. ↑  CyberWISER Light za analizo tveganj informacijskega sistema podjetja sedaj na voljo brezplačno